# Oscar Vladislas de Lubicz-Milosz
Oscar Vladislas de Lubicz Milosz (Čareja, 27 maggio 1877 – Fontainebleau, 2 marzo 1939) è stato un poeta, diplomatico ed esoterista lituano-francese.

## Biografia

Stemma del clan Lubicz

### Famiglia
Nel 1119 il re di Polonia Leszeck nobilita Budzilas Lubicz, primo antenato conosciuto di Milosz.
È datato al 1578 un atto di scambio di foreste tra Gregorio Milaszewicz Milosz e un altro proprietario terriero. Quest'antenato del poeta è il primo a portare il patronimico di Milosz.
Nel 1802 Joseph Lubicz-Bozawola Milosz, nato a Labunova-Serbinaï, Presidente del tribunale di Mahiloŭ e porta-spada di Kovno, bisnonno del poeta, acquista dal principe, Sapieha la proprietà di Čareja, situata nel governatorato di Mohilev, In questa località nascerà Oscar Vladislav.
Un decreto del 19 novembre 1803 dell'Assemblea dei deputati di Vilna riconosce che "Čareja con tutte le fattorie e i villaggi situati nel governatorato di Mohilev" appartiene ai Lubicz-Milosz.
Il nonno Arthur Milosz, ufficiale a diciannove anni in un reggimento di Ulani dell'esercito polacco-lituano, ha fatto tutta la campagna del 1831 contro la Russia. Ha sposato una cantante lirica italiana di grande bellezza, Natalia Tassistro, figlia di un direttore d'orchestra della Scala di Milano.
Il padre Vladislas Milosz ha ereditato dai suoi genitori il gusto per le arti e l'avventura. Ufficiale degli Ulani russi della Guardia, ha rinunciato alla carriera militare per studiare la chimica, la meccanica e per darsi all'aeronautica.
Anticlericale militante, a quarant'anni si è innamorato di una giovane ebrea non credente di Varsavia, povera e molto bella, Marie Rosalie Rosenthal, che si è convertita al cattolicesimo due giorni prima di sposarlo religiosamente, nella chiesa polacca di Parigi nel 1893, quando il loro figlio Oscar Vladislas aveva già sedici anni.
Violento e malato, il padre di Milosz si fece curare a Parigi del celebre dottor Charcot.

Nel 1928 Milosz scriverà, parlando di suo padre e della sua infanzia:
(Milosz su suo padre e la sua infanzia, nel 1928)

### Infanzia
Oscar Vladislas de Lubicz Milosz (in lituano Oskaras Milašius, Oskar Władysław de Lubicz Miłosz è la forma internazionale del suo nome secondo la Biblioteca Nazionale Francese, ma il catalogo cita anche "Oscar Vladislas de Lubicz Milosz", "Oscar Venceslas de Lubicz Milosz ", "Oscar Wladysław... ", e vi è pure la possibilità di un trattino tra "Lubicz" e "Milosz", mentre le sue opere portano di solito il nome "O. V. de L. Milosz ") nasce il 27 maggio 1877 (il 15 secondo il calendario giuliano) alle ore dieci della sera, a Čareja, a est di Minsk, nella Lituania storica (il Granducato di Lituania faceva allora parte dell'Impero russo e i governorati di Vicebsk e Mohileŭ formavano dal 1772 la Russia Bianca, oggi Bielorussia); alla sua nascita Milosz, pur appartenendo alla nobiltà polacca, aveva la nazionalità russa.
È stato battezzato il 2 luglio 1886 nella chiesa Sant'Alessandro di Varsavia.
Milosz trascorre la sua infanzia in un castello del XVIII secolo nella proprietà famigliare, i suoi genitori e il suo precettore, Stanislas Doboszynski (d'origine lituana ma ardente patriota polacco), parlano polacco (e almeno fino al 1914 Milosz si considera polacco ), la lingua del Paese è il russo, (il lituano, che Milosz non parla, è la lingua dei contadini, sospetta alle orecchie dell'autorità) la sua governante alsaziana, Marie Wild, gli insegna il francese, che diventerà poi la sua lingua d'espressione corrente e di scrittura.

### Educazione e giovinezza
Nell'aprile del 1889 (l'anno dell'Esposizione Universale), la famiglia di Milosz si trasferisce a Parigi. I suoi genitori vollero che il figlio, che aveva ormai dodici anni, ricevesse un'educazione francese, intendendo così sottrarlo ai tentativi di russificazione dello zar Alessandro III e desiderando, d'altro canto, dargli un'educazione laica.
Milosz viene iscritto al Lycée Janson-de-Sailly e dall'ottobre 1889 al maggio 1890 è interno al Liceo, continuerà poi i suoi studi come esterno e abiterà durante otto anni al 92 dell'Avenue Victor-Hugo, presso il professor Edouard Petit, insegnante del liceo che diventerà in seguito ispettore generale dell'Istruzione pubblica.
Durante i suoi studi liceali Milosz fa amicizia con Rolland Boris (1877-1957).
Dopo aver terminato gli studi liceali nel 1896 (per i suoi risultati riceve la grande medaglia d'argento dell'Alliance Française), Milosz segue i corsi della Scuola del Louvre e della Scuola di lingue orientali, dove studia l'epigrafia ebraica e assira sotto la direzione del professor Eugène Ledrain, traduttore della Bibbia.
Verso il 1900, frequenta dei caffè come "Les Deux Magots" e il "Kalyssaia", primo bar americano di Parigi, dove incontra Oscar Wilde, il quale, subito impressionatone, conia per lui questo motto: Milosz ou La Poesie. Intreccia ulteriori  amicizie letterarie: con Jean Moréas, Paul Fort, Apollinaire, Max Jacob, André Salmon. Conosce Christian Gauss, un giovane americano che diventerà amministratore e decano dell'Università di Princeton, col quale avrà un'importante scambio epistolare.
Il 1º gennaio 1901, verso le undici di sera, Milosz tenta il suicidio sparandosi un colpo di rivoltella nella regione del cuore, è dato per spacciato, ma resta un mese e dieci giorni a letto e poi guarisce. Alcune settimane dopo comincia a scrivere il suo Don Juan.
Nel 1902 ritorna a Čareja, dove suo padre muore, durante l'inverno del 1903 viaggia in Germania e in Russia e nel 1904 è di nuovo a Čareja.
Nel 1905 rientra a Parigi e abita per qualche tempo all'Hotel Richmond, rue de Helder.
Nello stesso anno, durante un soggiorno estivo in Svizzera, sulla vetta del monte Rigi, Milosz si lega d'amicizia con Léon Vogt, figlio di un industriale alsaziano e futuro allievo di Antoine Bourdelle, con cui discute a lungo e giornalmente di musica, filosofia e religione, e che resterà il suo migliore amico durante tutta la sua vita.
Nel 1906 trascorre di nuovo l'estate in Svizzera e poi va in Germania.
Dal 1907 al 1914 Milosz viaggia in Germania, Russia, Polonia, Inghilterra, Austria, Italia, Spagna, Africa del nord, viaggi interrotti da sporadici soggiorni in Francia.
Nel 1909 decide di stabilirsi definitivamente a Parigi, al n. 73 dell'Avenue Kléber.
Nello stesso anno, a Venezia, fa la conoscenza della diciannovenne Emmy Heine-Geldern, una pronipote di Heinrich Heine, che sarà l'ispiratrice della "Symphonie de Septembre" e la cui figura trasparirà sullo sfondo di molte delle sue poesie, la sola donna da lui amata, che sposerà l'anno seguente il barone Leo Salvotti von Eichenkraft-Bindeburg (discendente di Antonio Salvotti).
Nel 1910 passa l'estate a Marienbad, dove incontra sua madre, venuta dalla Polonia.
Nel 1911 in febbraio e marzo va in Tunisia, poi in Svizzera e in Boemia, per incontrare sua madre.
Nel 1912 passa di nuovo l'estate a Marienbad.
Nel 1913 in marzo e aprile viaggia in Italia, passa di nuovo l'estate a Marienbad e sulla strada del ritorno si ferma a Monaco, dove fa la scoperta dell'opera poetica di Hölderlin, e in settembre ritrova a Vienna Emmy Heine-Geldern.
Nel 1914 viaggia in Germania e nei Paesi Bassi.
Intanto a Parigi i salotti letterari diventano alla moda, e a partire dal 1914 Milosz, presentato da Francis de Miomandre, frequenta assiduamente quello che si riunisce in casa della poetessa statunitense Natalie Clifford Barney, al n. 20 della rue Jacob, dove si lega d'amicizia con la poetessa Renée de Brimont, moglie del barone Antoine de Brimont, e con la duchessa di Clermont-Tonnerre, Élisabeth de Gramont.

### L'estasi mistica
Il 14 dicembre 1914 Milosz ha un'estasi mistica che descrive minuziosamente nella seconda parte dell'Épître à Storge:
(Epître à Storge)
Il suo amico, il poeta e scrittore Carlos Larronde (1887-1940), ricorda:
(Ricordo di Carlos Larronde)
Quest'esperienza mistica marcherà indelebilmente tutta la sua vita e la sua opera di scrittore.

### Prima guerra mondiale
Nel 1916 Milosz è mobilitato nelle divisioni russe dell'esercito francese, presso l'Ufficio stampa del ministero degli Affari esteri, a Parigi.

Nel 1917, in seguito alla rivoluzione bolscevica, i beni della famiglia Milosz sono sequestrati e le sue terre, che sono al di fuori delle frontiere dello stato lituano, nazionalizzate, Milosz è completamente rovinato. Come scrive in una lettera a Christian Gauss datata del 22 settembre 1922: 
(Lettera a Christian Gauss del 22 settembre 1922)
Dal 1917 al 1919 Milosz abita al n. 6 della rue du Moulin-Vert a Parigi.
Il 16 febbraio 1918 è proclamata a Vilna la Repubblica di Lituania e Milosz diventa cittadino lituano, anche se non parlava il lituano, perché pensava che la Lituania fosse la patria dei suoi antenati.
Avrebbe potuto scegliere la nazionalità polacca, ma disprezzava la nobiltà polacca, che non aveva mai accettato il matrimonio di suo padre con una persona di livello sociale inferiore e di religione ebraica.

In una nota biografica del 7 giugno 1928, destinata a J. Grinius, Milosz scrive al proposito: 
(Nota biografica del 7 giugno 1928)

### Esoterismo
Nel 1919 Milosz fonda con alcuni amici che frequentavano la Società Teosofica (che allora era un centro di riferimento culturale per molti intellettuali e artisti) il "Centre Apostolique", di cui il giornale Le Théosophe, diretto da Gaston Revel (1880-1939), era diventato già dal 1917 col nuovo titolo di L'Affranchi l'organo ufficiale del gruppo. Il 23 febbraio 1919 il gruppo presenta in una conferenza pubblica un progetto globale di riforma della società: politica, cultura, arti, artigianato.
Nel luglio 1919 L'Affranchi cessa le sue pubblicazioni e prende il nome di Le Veilleur. Nascono così "Les Veilleurs" (I Veglianti), un gruppo diviso in due ordini, uno esterno e uno interno. L'ordine esterno (di cui faranno parte, tra gli altri, il poeta Henri de Régnier, lo scrittore Pierre Loti, il pittore Fernand Léger, il compositore Vincent d'Indy e l'astronomo Camille Flammarion) salva dalla demolizione la casa di Balzac, alla rue Raynouard presso il Bois de Boulogne (inaugurata l'11 ottobre 1920 come sede del gruppo), possiede inoltre una scuola, un asilo nido, un centro agricolo, un insieme di studi artistici e di laboratori artigianali di ceramica, vetrate artistiche, arazzi e un centro di solidarietà sociale. L'ordine interno è d'impostazione esoterica, e prende il nome di Frères de l'Ordre Mystique de la Résurrection o Frères d'Élie. È composto di 12 membri, che prendono un nome mistico e portano una veste rituale di diverso colore, a seconda del loro segno zodiacale.
Oltre a Milosz, che ne è il Gran Maestro (col nome iniziatico di "Pierre d'Élie"), ne fanno parte tra gli altri René Schwaller ("Sophia Sephiroth d'Élie"), che il 10 gennaio 1919 Milosz aveva "adottato" con un'"investitura cavalleresca", trasmettendogli l'anello a sigillo con lo stemma del clan Lubicz, Gaston Revel ("Paul d'Élie") e Carlos Larronde ("Jacques d'Élie"). La profonda amicizia tra Milosz e Schwaller si incrinerà, quando Milosz si converte al Cattolicesimo erano trascorsi già molti anni dal suo ultimo incontro conSchwaller; quella con Larronde, rimasto legato a Schwaller durante la fondazione di questi di "Suhalia", durerà fino alla morte di Milosz.

### Diplomazia
Nel 1919 Milosz pubblica uno studio intitolato L'Alleanza degli Stati baltici e mette le sue doti di scrittore al servizio della causa del suo paese. Nel gennaio del 1919 Milosz diventa redattore diplomatico della delegazione di Lituania alla conferenza della pace. Il 29 marzo dà una conferenza sulla Lituania nella sala della Società di Geografia. Da maggio a giugno viaggia in Lituania. In dicembre è nominato ufficiosamente dal presidente della Repubblica di Lituania delegato della Lituania presso il governo francese, e dal 1919 al 1925 svolge un'intensa attività diplomatica.
A partire dal 1919 Milosz risiede alla Villa Victor-Hugo, sede della legazione di Lituania in Francia.
Nel dicembre 1920 il governo francese riconosce la Lituania e Milosz è nominato ufficialmente Incaricato d'Affari di Lituania in Francia.

In una lettera del 28 ottobre 1920 al conte Maurice Prozor (un Lituano traduttore di Ibsen), Milosz scrive: 
(Lettera al conte Maurice Prozor del 28 ottobre 1920)
Nel maggio 1921 Milosz rappresenta la Lituania alla Conferenza internazionale di Bruxelles sul problema di Vilna, città rivendicata tanto dalla Lituania che dalla Polonia.
Il 22 settembre 1921 la Lituania diviene membro della Società delle Nazioni e Milosz la rappresenta a Ginevra. Il 12 novembre dello stesso anno è nominato Incaricato d'affari di Lituania a Bruxelles, incarico che cumula con quello di Parigi.
Nel gennaio 1922 Milosz rappresenta la Lituania alle discussioni del Consiglio della Società delle Nazioni a Ginevra e dal 10 aprile al 19 maggio partecipa ad una conferenza economica internazionale a Genova, nel mese di agosto si reca in Lituania con il conte Maurice Prozor e sua figlia Greta.
Nel settembre 1923 Milosz è in missione a Ginevra per risolvere il problema di Klaipėda, che nel 1919 era stata posta sotto il protettorato degli Stati dell'Intesa, e la cui sovranità sarà finalmente riconosciuta alla Lituania. Nel novembre dello stesso anno partecipa ad una riunione dei diplomatici lituani a Kaunas.
Nel gennaio 1924 muore il suo amico Léon Vogt.
Dal 19 al 22 maggio 1924 Milosz è Segretario generale della conferenza che riunisce a Kaunas i rappresentanti delle tre repubbliche baltiche (Estonia, Lettonia e Lituania).
All'inizio del 1925 Milosz si reca di nuovo a Kaunas. Il primo luglio dello stesso anno, a sua richiesta, è sollevato dal suo incarico come rappresentante della Lituania in Francia, ma è nominato dal Presidente della Repubblica di Lituania Ministro residente e Consigliere onorario della Legazione lituana a Parigi. Continuerà così a svolgere le sue funzioni di consigliere e redattore diplomatico, ma avrà più tempo da consacrare alla sua opera letteraria.
Nel mese di novembre sua madre è vittima di un colpo apoplettico, che la lascerà paralizzata dal lato sinistro. Morirà a Varsavia sette mesi dopo e Milosz non potrà partecipare alle sue esequie, le relazioni tra la Lituania e la Polonia essendo state rotte in seguito all'occupazione polacca di Vilnius. Il 22 ottobre 1924 Milosz aveva scritto al proposito a Christian Gauss: 
(Lettera a Christian Gauss del 22 ottobre 1924)
Il 28 agosto 1926 Milosz è inviato in missione diplomatica a Ginevra.
Nell'autunno del 1926 Milosz si installa in una mansarda al n. 5 della rue Chateaubriand, a Parigi.
Nel 1927 Milosz diventa membro dell'Accademia diplomatica internazionale.
Nel 1928 Milosz riceve la Gran croce dell'Ordine del Granduca Gediminas, appena fondato.
Nel 1929 Jean Cassou, direttore letterario delle edizioni Fourcade, pubblica Poèmes 1895-1927, il solo libro di Milosz che non è stato pubblicato a spese dell'autore.
Il 10 giugno 1930 Milosz invia al Guardasigilli una domanda di naturalizzazione francese.
Milosz trascorre il mese di agosto del 1930 all'Hôtel de l'Aigle noir a Fontainebleau, dove farà in seguito dei frequenti soggiorni.
Il primo marzo 1931 Milosz è nominato Cavaliere della Legion d'Onore e il 15 marzo è ufficialmente tolto dall'organico della diplomazia lituana, ma continua a svolgere le stesse funzioni ufficiosamente.
In particolare contribuisce alla redazione di un trattato di intesa e collaborazione tra Estonia, Lettonia e Lituania, che sarà ufficialmente firmato a Ginevra dai ministri degli Affari esteri delle tre repubbliche baltiche il 12 settembre del 1934.
Il 15 maggio 1931 è firmato il decreto di naturalizzazione francese di Milosz.
Nel mese di giugno dello stesso anno Milosz incontra all'Hôtel de l'Aigle noir a Fontainebleau il suo lontano cugino (figlio di un fratello del suo bisnonno) Czesław Miłosz.

Il 13 maggio 1933 Petras Klimas (1891-1969), suo successore come ministro plenipotenziario della Repubblica di Lituania in Francia, nota nel suo diario:
(Nota di Petras Klimas del 13 maggio 1933)
Nel dicembre 1934 Milosz fa installare a sue spese nel parco del castello di Fontainebleau una mangiatoia per gli uccelli.

Nell'aprile 1936, in una lettera alla baronessa e al generale de Tinan, Milosz scrive: 
(Lettera del 1936 alla baronessa e al generale de Tinan)
Nel 1937, per i suoi sessant'anni, Milosz è fatto dottore honoris causa dalla facoltà di teologia e di filosofia dell'Università Vitoldo di Kaunas.
Petras Klimas ricorda quel giorno del 1937 o del 1938 in cui Milosz, molto emozionato, è andato a trovarlo per raccontargli le sue visioni apocalittiche sul futuro dell'Europa:
(Nota di Petras Klimas del 1937 o 1938)
Il 25 dicembre 1937 Milosz ha una sincope.

Il 17 marzo 1938 Milosz scrive al poeta Henry Dérieux:
(Lettera a Henry Dérieux del 17 marzo 1938)
Nel 1938 Milosz compera una piccola casa al n. 28 della rue Royale a Fontainebleau, pur conservando la mansarda parigina della rue Chateaubriand, e lascia del tutto le sue funzioni presso la Legazione di Lituania a Parigi, il primo febbraio del 1939 si installa nella sua nuova casa e il 16 febbraio 1939 il Presidente della Repubblica di Lituania Antanas Smetona gli attribuisce una pensione di 600 litas (circa 4'000 franchi francesi del 1939).

### Morte
Il mattino del 2 marzo 1939 Milosz è trovato morto dal suo cameriere, per terra, accanto alla gabbia aperta e vuota del suo canarino, nella sua casa, al 28 della rue Royale a Fontainebleau, è sepolto il 7 marzo nel cimitero di Fontainebleau.

## Opere
- Le Poème des Décadences, 1899
- Les Sept Solitudes, 1906 (incluse le Scènes de Don Juan)
- Très simple histoire d'un Monsieur Trix-Trix, pitre, 1906 (sulla rivista Vers et Prose)
- L'Amoureuse Initiation, 1910 (romanzo ambientato a Venezia nel XVIIIo secolo)
- Les Éléments, 1911
- ŒChefs d'œuvre lyriques du Nord, 1912 (traduzioni di Byron, Shelley, Coleridge, Dante Gabriele Rossetti, Goethe e Schiller)
- Miguel Mañara. Mystère en six tableaux, 1912 (sulla Nouvelle Revue Française)
- Mephiboseth, 1914 (opera teatrale, dapprima nel 1913 sulla rivista Vers et Prose)
- Saül de Tarse, 1914 (opera teatrale)
- Poèmes, 1915 (Symphonies, Nihumîm, Mephiboseth)
- Épître à Storge, 1917 (prima parte di Ars Magna, sulla Revue de Hollande)
- Adramandoni, 1918 (sei poesie dedicate à Natalie Clifford-Barney)
- L'Alliance des États Baltiques, 1919
- La Confession de Lémuel, 1921 (sulla rivista Écrits Nouveaux di agosto-settembre)
- Le Psaume de la Maturation, 1922 (sulla rivista Intentions)
- La Nuit de Noël 1922 de l'Adepte, 1923 (sulla Revue Européenne)
- Le Psaume du roi de Beauté, 1923 (sulla rivista Intentions)
- Ars Magna, 1924 (che Milosz considera come il suo testamento poetico e filosofico)
- Poème des Arcanes, 1926 (sulla rivista La Vie des Lettres et des Arts)
- Vilna et la civilisation européenne, 1926 (sulla rivista Le Monde slave)
- Les Arcanes, 1927 (nuova edizione con delle note esegetiche)
- Daïnos, 1928 (trascrizione di ventisei poemi popolari lituani, su La Revue de France)
- Poèmes 1895-1927, 1929
- Contes et fabliaux de la vieille Lithuanie, 1930
- Les Origines ibériques du peuple juif, 1932 (sulla Revue des Vivants)
- L'Apocalypse de SaintJean déchiffrée, 1933 (edizione confidenziale fuori commercio, preceduta da Les Origines ibériques du peuple juif)
- Contes lithuaniens de ma Mère l'Oye, 1933
- Miguel Mañara, 1935 (riedizione e radiodiffusione di Radio-Montpellier)
- Psaume de l'Étoile du matin, 1936
- Les origines de la nation lithuanienne, 1937 (sul Mercure de France)
- Dix-sept Poëmes de Milosz, 1937 (sui Cahiers de Barbarie a Tunisi)
- La Clef de l'Apocalypse, 1938

Le Opere complete di Milosz sono pubblicate in 13 volumi dalle Editions André Silvaire, 20 rue Domat, a Parigi. 
Nel 2024 Gallimard, nella collana Quarto, ha pubblicato una esaustiva scelta delle sue opere, Œuvres,  presentata e annotata da Christophe Langlois e Olivier Piveteau. Il volume di ben 1278 pagine contiene le opere maggiori e un’ampia scelta di lettere, alcune inedite, e poesie. 
Presso lo stesso editore, di Milosz sono stati pubblicati postumi:
- Soixante-quinze lettres inédites, presentazione di André Silvaire, 1969.
- Lettres inédites à Christian Gauss, presentazione di Czesław Miłosz, 1976.
- Le revenant malgré lui (in collaborazione con Francis de Miomandre), presentazione di Yves-Alain Favre, 1985.

Riedizioni recenti:
- La Berline arrêtée dans la nuit, Anthologie poétique, ed. Jean-Baptiste Para, pref. di Jean-Bellemin Noël e postfazione di Czesław Miłosz, Parigi, 1999.
- L'Amoureuse Initiation, Parigi, 2004.
- Contes de Lituanie, trascritti da Milosz e illustrati da Marc Daniau, Parigi, 2005.
- Sinfonia di Novembre e altre poesie (trad. it. di Massimo Rizzante), Adelphi ed., Milano, 2008, ISBN 9788845922466
- Ars Magna – Nuit de Noël 1922 de L'Adepte et Psaume de la Réintégration, Ed. Les Trois R, 2016.
- La chiave dell’Apocalisse. Le origini iberiche del popolo giudaico (trad. it. di Laura Madella; prefazione di Simone Paliaga), Edizioni Medusa, Milano 2021, ISBN 9788876984204.
- Ars Magna (trad. it. di Laura Madella; postfazione di Riccardo De Benedetti), Edizioni Medusa 2021, ISBN 9788876984389.
- L’amorosa iniziazione (trad. it.  di Gabriella Zavan Trivellato, rivista e parzialmente modificata; prefazione di Pasquale Di Palmo), Edizioni Medusa, Milano 2021, ISBN 9788876984419.
- Gli Arcani (trad. it. e c. di Laura Madella; postfazione di Riccardo De Benedetti), Edizioni Medusa, Milano, 2023, ISBN 9788876984747.
- Œuvres, a c. di Christophe Langlois e Olivier Pivetau, Quarto Gallimard, 2024.
- Da qualche parte, nella foresta. Lettere 1897-1939 (prefazione e c. di Laura Madella; postfazione di Riccardo De Benedetti), Edizioni Medusa, 2025, ISBN 9788876984853.

Milosz ha scritto di sé stesso: "Sono un poeta lituano che scrive in francese", infatti ha scritto tutte le sue opere in francese e deve essere considerato come un autore francese, benché abbia ottenuto la nazionalità francese solo verso la fine della sua vita, e in francese ha contribuito a tramandare la letteratura popolare della Lituania, suo paese d'origine. Conosceva l'inglese, il tedesco, l'italiano, lo spagnolo, il russo e il polacco, leggeva il latino e l'ebraico e più tardi volle imparare il lituano e il basco.
La sua opera è contrassegnata da un lato dai ricordi dell'infanzia dolorosa a causa delle personalità dei genitori e legati alla terra lituana, e da un altro lato dall'estasi mistica del 14 dicembre 1914, e si può dire - con Andrius Konickis - che "the whole work by Milosz almost directly reflects the poet’s life".